# Robert Hermann Tillmanns
Robert Hermann Tillmanns (* 3. Oktober 1844 in Elberfeld (heute Stadtteil von Wuppertal); † 5. November 1927 in Leipzig) war ein deutscher Chirurg.

## Leben
Als Sohn eines Kaufmanns geboren, studierte Hermann Tillmanns nach seinem Abitur am Elberfelder Gymnasium (1865) in Bonn, Würzburg, Prag, Halle und Leipzig und wurde 1869 promoviert (Ueber Facialislähmung bei Ohrenkrankheiten). Während seines Studiums wurde er 1865 Mitglied der Burschenschaft Alemannia Bonn. Nach seinem Studium war er Assistent am Kreiskrankenhaus in Zwickau und an der chirurgischen Poliklinik in Leipzig, wo Richard von Volkmann und Carl Thiersch sein Interesse an der Chirurgie weckten. 1870 nahm er als Assistenzarzt in Meaux und Paris am Deutsch-Französischen Krieg teil. Anschließend arbeitete er gleichzeitig am pathologischen, anatomischen und physiologischen Institut in Leipzig, wo er sich insbesondere mit dem Bau und der Funktion der Gelenke befasste.
1872 heiratete er Clementine Steckner, mit der er später fünf Kinder (vier Töchter und den Sohn Walter Tillmanns) hatte (Zu seinen Urenkeln gehörte der 1926 in Leipzig geborene Peter Neumann, Geschäftsführer der Saarbrücker Druckerei und Verlag GmbH). 1875 habilitierte er sich, wurde aber erst 1889 zum außerordentlichen Professor ernannt. Eine ordentliche Professur hat Tillmanns nie erhalten.

1888 gründete er gemeinsam mit Otto Heubner einen Verein zur Errichtung und Erhaltung eines Kinderkrankenhauses in Leipzig, dessen Grundstein 1889 gelegt und das am 6. Dezember 1891 eingeweiht werden konnte. Tillmanns wurde zum Leiter der Kinderchirurgischen Abteilung. Bis 1919 war Tillmanns als Kinderchirurg tätig, zuletzt als Oberarzt am Kinderkrankenhaus in Leipzig.

## Verdienste
Von 1874 bis 1879 gab Tillmanns gemeinsam mit Max Scheede und L. Lesser das Zentralblatt für Chirurgie heraus. Er verfasste das dreibändige Lehrbuch der allgemeinen und speciellen Chirurgie, dass von 1888 bis 1890 an in insgesamt 12 Auflagen erschien. Er gilt als einer der Begründer der Kinderchirurgie und erhielt viele Auszeichnungen, u. a. die Ehrendoktorwürde der Universität Sheffield.

## Veröffentlichungen
- Zentralblatt für Chirurgie (1874–1879)
- Lehrbuch der allgemeinen und speciellen Chirurgie (ab 1888)
- Die Moderne Chirurgie für gebildete Laien (1908)